# Eriospermum mackenii
Eriospermum mackenii là một loài thực vật có hoa trong họ Măng tây. Loài này được (Hook.f.) Baker mô tả khoa học đầu tiên năm 1876.